# Eccellenza Abruzzo 2012-2013
Il campionato italiano di calcio di Eccellenza regionale 2012-2013 è stato il ventiduesimo organizzato in Italia. Rappresenta il sesto livello del calcio italiano.

## Stagione

### Novità
Rispetto alla precedente stagione arrivano nel massimo campionato regionale dalla Promozione l'Altinrocca, la Torrese e il Civitella Roveto (queste ultime due al debutto assoluto); dalla Serie D tornano Miglianico e Santegidiese.
Da segnalare il ripescaggio del San Salvo (che usufruisce della mancata iscrizione del Luco Canistro), la nascita dello Sporting Ortona che sorge sulle ceneri del vecchio Sporting Tullum e l'arrivo in Eccellenza del Città di Giulianova che, acquisendo il titolo sportivo del Cologna Paese, riporta il calcio nella città giuliese dopo la mancata iscrizione in Seconda Divisione.
Per la seconda volta consecutiva la provincia di Pescara non è rappresentata da nessuna squadra mentre la Provincia di Chieti si presenta con ben 8 squadre seguita da quella di Teramo a quota sette.

## Squadre partecipanti
| Club                            | Città (provincia)                | Stadio                                   | Stagione 2011-2012             |
| ------------------------------- | -------------------------------- | ---------------------------------------- | ------------------------------ |
| A.S.D. Alba Adriatica           | Alba Adriatica (TE)              | Stadio Comunale Luca Vallese             | 6ª in Eccellenza Abruzzo       |
| A.S.D. Altinrocca               | Altino (CH) e Roccascalegna (Ch) | Stadio Comunale Monte Marcone (Atessa)   | 1ª in Promozione Abruzzo/B     |
| A.S.D. Capistrello              | Capistrello (AQ)                 | Stadio Comunale                          | 9ª in Eccellenza Abruzzo       |
| A.S.D. Casalincontrada 2002     | Casalincontrada (CH)             | Stadio Comunale                          | 11ª in Eccellenza Abruzzo      |
| A.S.D. Città di Giulianova 1924 | Giulianova (TE)                  | Stadio Rubens Fadini                     | 14ª in Lega Pro 2ª Divisione/B |
| A.S.D. Civitella Roveto         | Civitella Roveto (AQ)            | Stadio Comunale                          | 1ª in Promozione Abruzzo/A     |
| A.S.D. Francavilla              | Francavilla al Mare (CH)         | Stadio Comunale Valle Anzuca             | 2ª in Eccellenza Abruzzo       |
| A.S.D. Guardiagrele             | Guardiagrele (CH)                | Stadio Comunale Tino Primavera           | 14ª in Eccellenza Abruzzo      |
| A.S.D. Miglianico               | Miglianico (CH)                  | Stadio Fratelli Ciavatta                 | 16ª in Serie D gir.F           |
| A.S.D. Montorio 88              | Montorio al Vomano (TE)          | Stadio Giampiero Pigliacelli             | 3ª in Eccellenza Abruzzo       |
| A.S. Pineto Calcio              | Pineto (TE)                      | Stadio Comunale Mimmo Pavone             | 7ª in Eccellenza Abruzzo       |
| Pol. Rosetana                   | Roseto degli Abruzzi (TE)        | Stadio Fonte dell'Olmo                   | 12ª in Eccellenza Abruzzo      |
| U.S. San Salvo                  | San Salvo (CH)                   | Stadio Comunale Davide Bucci             | 13ª in Eccellenza Abruzzo      |
| S.S.D. Santegidiese             | Sant'Egidio alla Vibrata (TE)    | Stadio Comunale                          | 15ª in Serie D gir.F           |
| A.S.D. Sporting Ortona          | Ortona (CH)                      | Stadio Comunale                          | 8ª in Eccellenza Abruzzo       |
| A.S.D. Sulmona Calcio           | Sulmona (AQ)                     | Stadio Francesco Pallozzi                | 4ª in Eccellenza Abruzzo       |
| Pol.Dil. Torrese                | Villa Torre di Castellalto (TE)  | Stadio Dino Besso (San Nicolò a Tordino) | 2ª in Promozione Abruzzo/A     |
| F.C.D. Vasto Marina             | Vasto (CH)                       | Stadio Aragona                           | 5ª in Eccellenza Abruzzo       |

## Classifica finale
|  | Pos. | Squadra              | Pt | G  | V  | N  | P  | GF | GS | DR  |
|  | ---- | -------------------- | -- | -- | -- | -- | -- | -- | -- | --- |
|  | 1.   | Sulmona              | 72 | 34 | 21 | 9  | 4  | 62 | 24 | +38 |
|  | 2.   | Giulianova           | 67 | 34 | 20 | 7  | 7  | 51 | 29 | +22 |
|  | 3.   | Montorio 88          | 57 | 34 | 16 | 9  | 9  | 45 | 38 | +7  |
|  | 4.   | San Salvo            | 53 | 34 | 14 | 11 | 9  | 40 | 32 | +8  |
|  | 5.   | Miglianico           | 48 | 34 | 12 | 12 | 10 | 48 | 38 | +10 |
|  | 6.   | Pineto               | 47 | 34 | 13 | 8  | 13 | 43 | 39 | +4  |
|  | 7.   | Torrese              | 45 | 34 | 12 | 9  | 13 | 49 | 45 | +4  |
|  | 8.   | Francavilla          | 44 | 34 | 10 | 14 | 10 | 44 | 34 | +10 |
|  | 9.   | Casalincontrada 2002 | 44 | 34 | 11 | 11 | 12 | 49 | 49 | 0   |
|  | 10.  | Vasto Marina         | 44 | 34 | 10 | 14 | 10 | 36 | 39 | -3  |
|  | 11.  | Civitella Roveto     | 44 | 34 | 13 | 5  | 16 | 51 | 62 | -11 |
|  | 12.  | Altinrocca           | 43 | 34 | 11 | 10 | 13 | 37 | 49 | -12 |
|  | 13.  | Capistrello          | 41 | 34 | 10 | 11 | 13 | 42 | 55 | -13 |
|  | 14.  | Rosetana             | 41 | 34 | 10 | 11 | 13 | 35 | 40 | -5  |
|  | 15.  | Sporting Ortona      | 40 | 34 | 11 | 7  | 16 | 43 | 53 | -10 |
|  | 16.  | Alba Adriatica       | 40 | 34 | 10 | 10 | 14 | 40 | 41 | -1  |
|  | 17.  | Santegidiese         | 34 | 34 | 10 | 11 | 13 | 38 | 45 | -7  |
|  | 18.  | Guardiagrele         | 18 | 34 | 3  | 9  | 22 | 28 | 69 | -41 |

      Promossa in Serie D 2013-2014.

      Ammessa ai play-off nazionali.

      Partecipa ai play-out.

      Retrocessa in Promozione 2013-2014.
Note:
Tre punti a vittoria, uno a pareggio, zero a sconfitta.

## Risultati

### Tabellone
|                     | ALB | ALT | CAP | CAS | CIT | CIV | FRA | GUA | MIG | MON | PIN | ROS | S.S | SAN | SPO | SUL | TOR | VAS |
| Alba Adriatica      |     | 1-0 | 0-1 | 3-1 | 1-2 | 3-0 | 0-0 | 1-1 | 2-2 | 1-1 | 3-2 | 1-0 | 0-0 | 0-1 | 2-0 | 2-0 | 3-1 | 2-2 |
| Altinrocca          | 2-1 |     | 1-0 | 2-0 | 1-5 | 1-3 | 0-0 | 0-0 | 2-1 | 1-0 | 0-0 | 0-1 | 0-1 | 1-1 | 3-3 | 2-1 | 2-1 | 2-4 |
| Capistrello         | 4-2 | 1-1 |     | 1-2 | 2-2 | 1-3 | 4-1 | 1-1 | 1-1 | 2-3 | 3-1 | 2-2 | 0-1 | 1-0 | 1-4 | 0-6 | 1-2 | 2-0 |
| Casalincontrada     | 1-4 | 2-4 | 3-1 |     | 1-2 | 1-1 | 2-2 | 4-0 | 6-1 | 4-2 | 3-2 | 2-3 | 1-1 | 1-1 | 1-2 | 1-1 | 4-2 | 1-1 |
| Città Di Giulianova | 2-0 | 1-1 | 1-2 | 2-1 |     | 5-1 | 2-1 | 2-0 | 2-1 | 1-0 | 1-0 | 1-0 | 2-1 | 0-1 | 5-0 | 1-3 | 0-0 | 0-0 |
| Civitella Rov.      | 3-2 | 1-3 | 0-0 | 1-1 | 0-1 |     | 1-3 | 2-1 | 2-0 | 2-5 | 3-3 | 3-1 | 3-1 | 2-3 | 2-0 | 0-1 | 2-1 | 3-0 |
| Francavilla C.      | 0-2 | 2-0 | 5-0 | 2-1 | 3-0 | 4-0 |     | 6-1 | 0-1 | 2-2 | 0-2 | 0-1 | 1-1 | 2-3 | 0-0 | 0-1 | 1-1 | 1-1 |
| Guardiagrele        | 1-1 | 1-1 | 0-0 | 0-1 | 1-2 | 1-3 | 1-1 |     | 2-0 | 1-3 | 1-2 | 0-5 | 0-2 | 3-4 | 0-1 | 0-1 | 0-2 | 2-4 |
| Miglianico          | 0-0 | 2-0 | 2-2 | 0-0 | 1-2 | 1-2 | 0-0 | 5-1 |     | 2-0 | 1-0 | 3-0 | 3-3 | 5-2 | 2-0 | 1-0 | 0-0 | 4-0 |
| Montorio 88         | 1-0 | 3-0 | 1-1 | 0-0 | 0-0 | 0-0 | 1-1 | 1-2 | 1-0 |     | 2-1 | 1-0 | 1-0 | 3-1 | 3-1 | 2-4 | 1-0 | 0-1 |
| Pineto              | 2-0 | 2-0 | 3-1 | 1-0 | 1-2 | 1-0 | 0-1 | 2-1 | 0-0 | 0-1 |     | 2-2 | 3-2 | 1-1 | 2-1 | 1-4 | 1-0 | 1-0 |
| Rosetana            | 2-1 | 0-0 | 1-2 | 0-0 | 0-1 | 3-0 | 0-0 | 1-0 | 3-1 | 0-1 | 0-4 |     | 1-1 | 0-1 | 1-3 | 0-0 | 1-4 | 0-0 |
| S.Salvo             | 1-0 | 3-1 | 0-1 | 1-1 | 0-0 | 3-1 | 2-0 | 3-0 | 1-0 | 1-1 | 1-0 | 3-1 |     | 1-1 | 1-0 | 0-1 | 1-0 | 0-1 |
| Santegidiese        | 1-1 | 1-2 | 0-3 | 0-1 | 1-0 | 2-0 | 3-2 | 2-2 | 0-1 | 0-1 | 0-0 | 0-1 | 0-0 |     | 1-2 | 1-1 | 0-1 | 0-1 |
| Sporting Ortona     | 3-0 | 4-2 | 0-0 | 0-1 | 1-0 | 4-2 | 0-1 | 0-2 | 1-4 | 1-1 | 2-2 | 2-2 | 0-1 | 3-0 |     | 0-1 | 1-2 | 1-1 |
| Sulmona             | 2-1 | 2-0 | 5-1 | 2-0 | 1-0 | 2-4 | 0-0 | 4-1 | 0-0 | 4-1 | 0-0 | 0-0 | 2-1 | 1-1 | 4-0 |     | 3-2 | 2-1 |
| Torrese             | 2-0 | 0-1 | 0-0 | 4-0 | 2-2 | 2-1 | 1-2 | 1-0 | 2-2 | 4-0 | 2-1 | 1-3 | 2-2 | 0-3 | 2-3 | 0-0 |     | 3-3 |
| Vasto Marina        | 0-0 | 1-1 | 1-0 | 0-1 | 1-2 | 2-0 | 0-0 | 1-1 | 1-1 | 0-2 | 1-0 | 0-0 | 4-0 | 2-2 | 1-0 | 0-3 | 1-2 |     |

## Spareggi

### Play-off
Il Giulianova avendo un vantaggio di oltre 9 punti sul Montorio (terzo classificato) accede direttamente ai play-off nazionali, senza dover disputare quelli regionali.
I giallorossi vengono successivamente eliminati al primo turno dall'Imolese.

### Play-out

#### Primo turno
| Squadra 1      | Totale | Squadra 2 | Andata | Ritorno |
| -------------- | ------ | --------- | ------ | ------- |
| Santegidiese   | 2 - 0  | Rosetana  | 1 - 0  | 1 - 0   |
| Alba Adriatica | 4 - 1  | Ortona    | 1 - 1  | 3 - 0   |

##### Andata
| Arbitro: | Calabrese (Avezzano) |

|             |           |  |
| De Rosa 47’ | Marcatori |  |

| Arbitro: | Vitucci (Sulmona) |

|                   |           |           |
| De Berardinis 40’ | Marcatori | 81’ Bellè |

##### Ritorno
| Arbitro: | Cesidio Casalvieri (Avezzano) |

|  |           |                     |
|  | Marcatori | 67’ (rig.) D'Angelo |

| Arbitro: | Falasca (Pescara) |

|           |           |             |
| Bellè 14’ | Marcatori | 78’ Liguori |

#### Finale
| Squadra 1      | Risultato | Squadra 2    |
| -------------- | --------- | ------------ |
| Alba Adriatica | 2 - 0     | Santegidiese |

| Città Sant'Angelo 2 giugno 2013                    | Alba Adriatica | 2 – 0 referto | Santegidiese | Stadio comunale |
| \| \| \| \| \| Ridolfi 51’, 55’ \| Marcatori \| \| |                |               |              |                 |
|                                                    |                |               |              |                 |
| Ridolfi 51’, 55’                                   | Marcatori      |               |              |                 |

## Verdetti finali
- Sulmona promosso in Serie D.
- Giulianova accede ai play-off nazionali ma viene eliminato dall'Imolese.
- Rosetana, Sporting Ortona e Santegidiese retrocesse in Promozione abruzzese dopo i play-out.
- Guardiagrele retrocesso direttamente in Promozione abruzzese.
- Giulianova ripescato in Serie D 2013-14 dopo aver perso i play-off nazionali.
- Rosetana ripescata in Eccellenza Abruzzo 2013-14 dopo aver perso i play-out.
- Sporting Ortona retrocessa e successivamente non iscritta al campionato di Promozione.

## Fase Regionale Coppa Italia Dilettanti
La Lega Nazionale organizza, per la stagione sportiva 2012/13, la 47ª edizione della Coppa Italia Dilettanti, alla quale hanno diritto di partecipare tutte le società di Eccellenza.
La prima fase (fase regionale) è organizzata dai singoli comitati regionali. Alla seconda fase (fase nazionale), organizzata direttamente dalla Lega Dilettanti, partecipano le 19 squadre vincitrici delle fasi regionali delle singole regioni (le squadre valdostane e piemontesi sono accorpate).
Il primo turno vede affrontarsi in sei triangolari tutte le compagini dell'Eccellenza abruzzese. Successivamente i vincitori si affrontano in due ulteriori triangolari da cui emergono le due finaliste che si giocano il trofeo in una partita unica in campo neutro.
Per quest'edizione la sede designata per la finale è lo Stadio Leonardo Petruzzi di Città Sant'Angelo. Le due squadre finaliste sono il Casalincontrada ed il Sulmona; la squadra peligna raggiunge la finale per la seconda volta consecutiva ma non riesce a ripetere l'impresa dell'edizione 2012 dove si impose nettamente contro la Rosetana. Il Casalincontrada vince per la seconda volta il trofeo (nella storia di questa competizione solo il Celano ha ottenuto 3 successi) riuscendo a bissare il trionfo del 2011 (dove si impose ai danni del Cologna Paese).